# Сиднејска и аустралијско-новозеландска епархија
Сиднејска и аустралијско-новозеландска епархија (рус. Сиднейская и Австралийско-Новозеландская епархия) је епархија Руске православне заграничне цркве под јурисдикцијом Руске православне цркве.
Сједиште епархије се налази у Сиднеју.

## Историја
Аустралијска епархија Руске православне заграничне цркве је основана 1946. године (до тада, од 1926, њена прва парохија у Аустралији је била Свето-Николајевски храм у Бризбејну). Дана 2. децембра 1946, за епископа је био назначен Теодор (Рафаљски), који је преузео управу над епархијом 5. новембра 1948. године. Крајем 1949, он је био уведен у ранг архиепископа, а 16. фебруара 1950. године је добио титулу „сиднејски и аустралијско-новозеландски“.
Године 1994, указом Архијерејског синода Руске православне заграничне цркве ка епархији је била присаједињена новооснована Корејска мисија. Фебруара 2005, у састав епархије су ушле православне парохије Индонезије, које су раније улазиле у састав Хонгконшке митрополије Цариградске патријаршије.
До 1950, катедрални сабор епархије је био Николајевски храм у Бризбејну. Затим се епископска катедра премјестила у Сиднеј — у Петропавловски сабор, који је постао ново катедрално сједиште епархије.

## Архијереји
- Теодор (Рафаљски) (12 децембар 1946 — 5 мај 1955);
- Сава (Рајевски) (1955 — 5 септембар 1969);
- Афанасије (Мартос) (5 септембар 1969 — 1970);
- Теодосије (Путилин) (25 новембар 1970 — 13 август 1980);
- Павле (Павлов) (1980—1995);
- Иларион (Капрал) (од 20 јуна 1996).